# Sporthilfe Club der Besten
Der Sporthilfe Club der Besten (bis 2017: Champion des Jahres) ist eine seit 2000 ausgetragene Sportlerwahl, bei der Deutschlands Spitzensportler ihren Champion des Jahres wählen. Die Stiftung Deutsche Sporthilfe als Veranstalter lädt gemeinsam mit Unterstützung von Wirtschaftspartnern die erfolgreichsten deutschen Athleten eines Jahres zusammen mit ihren Familien zu einem einwöchigen Aufenthalt in einen Ferienclub ein.
Eingeladen werden alle deutschen Sportlerinnen und Sportler, die beim jeweils ranghöchsten Wettbewerb des Jahres eine Medaille gewonnen haben. Dabei können Olympische Spiele, Welt- und Europameisterschaften zum Tragen kommen. Der Sieger der Wahl durch die Sportler gewinnt ein Automobil.
2008 erhielt die Veranstaltung selbst eine Auszeichnung und wurde als „Ausgewählter Ort 2008“ im Wettbewerb „Deutschland – Land der Ideen“ ausgezeichnet. Der Preis ist eine Initiative der Bundesregierung und des Bundesverbandes der deutschen Industrie.

## Liste der Gewinner
Der Gewinner bekommt seit 2018 den Titel Der/Die Beste des jeweiligen Jahres. Bis dahin wurden die Sieger als Champion des Jahres bezeichnet.
| Jahr | Preisträger                                                                               | Sportart               |
| ---- | ----------------------------------------------------------------------------------------- | ---------------------- |
| 2000 | Birgit Fischer                                                                            | Kanurennsport          |
| 2001 | Andreas Dittmer                                                                           | Kanurennsport          |
| 2002 | Claudia Pechstein                                                                         | Eisschnelllauf         |
| 2003 | Alexander Leipold                                                                         | Ringen                 |
| 2004 | Kathrin Boron                                                                             | Rudern                 |
| 2005 | Mark Warnecke                                                                             | Schwimmen              |
| 2006 | Michael Greis                                                                             | Biathlon               |
| 2007 | Franka Dietzsch                                                                           | Leichtathletik         |
| 2008 | Jan Frodeno                                                                               | Triathlon              |
| 2009 | Steffi Nerius                                                                             | Leichtathletik         |
| 2010 | André Lange                                                                               | Bobsport               |
| 2011 | Max Hoff                                                                                  | Kanurennsport          |
| 2012 | Gerd Schönfelder                                                                          | Ski Alpin paralympisch |
| 2013 | Christina Obergföll                                                                       | Leichtathletik         |
| 2014 | Eric Frenzel                                                                              | Nordische Kombination  |
| 2015 | Sebastian Brendel                                                                         | Kanurennsport          |
| 2016 | Patrick Hausding                                                                          | Wasserspringen         |
| 2017 | Johannes Vetter                                                                           | Leichtathletik         |
| 2018 | Kristina Vogel                                                                            | Bahnradsport           |
| 2019 | Markus Eisenbichler                                                                       | Skispringen            |
| 2020 | –                                                                                         | –                      |
| 2021 | Aline Rotter-Focken                                                                       | Ringen                 |
| 2022 | Bobteam Friedrich (Francesco Friedrich, Thorsten Margis, Candy Bauer, Alexander Schüller) | Bobsport               |
| 2023 | Basketballnationalmannschaft der Männer                                                   | Basketball             |
| 2024 | Lukas Märtens                                                                             | Schwimmen              |